# Anya Taylor-Joy
Anya Josephine Marie Taylor-Joy (Miami, 16 aprile 1996) è un'attrice ed ex modella statunitense con cittadinanza britannica.

## Biografia
Nata in Florida, è la più piccola di sei fratelli concepiti da Jennifer Marina Joy, psicologa nata e cresciuta in Zambia ma di origini miste inglesi e spagnole, e Dennis Alan Taylor, ex banchiere internazionale argentino di origine scozzese, diventato poi pilota professionista di offshore dove vinse due campionati mondiali, e direttore di una compagnia di noleggio di jet privati. Entrambi i genitori sono ambientalisti. L'attrice era ancora una bambina quando la famiglia si trasferì a Buenos Aires, mentre aveva sei anni quando la famiglia decise di stabilirsi a Londra, nella zona Victoria. L'attrice rimase traumatizzata dal trasloco e si rifiutò di parlare in inglese, per circa due anni, convinta che ciò avrebbe spinto i genitori a fare ritorno in Sud America.
Ha studiato danza classica, e ha frequentato la Hill House School, nel quartiere Chelsea, la Queen's Gate School a South Kensington e la Northlands School nel periodo vissuto in Argentina. All'età di quattordici anni ha abbandonato la scuola e si è trasferita da Londra a New York, poiché vittima di bullismo dei suoi coetanei e forte del desiderio di recitare. A sedici anni, mentre camminava con il cane al guinzaglio fuori Harrods, è stata notata da Sarah Doukas della Storm Model Management: nel mondo della moda, dove rimase per qualche tempo, incontrò e poi firmò con un agente di recitazione.
Nel 2014 arriva il suo primo ruolo d'attrice nella commedia horror Vampire Academy, ma le sue scene vengono eliminate nel montaggio finale. Nello stesso anno, appare in un episodio della serie poliziesca Il giovane ispettore Morse e nella serie drammatica Atlantis. Nel 2015 viene scelta dal regista Robert Eggers per interpretare il ruolo di Thomasin, protagonista del suo lungometraggio di debutto The Witch. Sia il film che la sua performance ottengono il plauso della critica e si aggiudica il Gotham Independent Film Awards come miglior attore rivelazione, l'Empire Awards per il miglior debutto femminile e la candidatura ai Saturn Award per il miglior attore emergente. Nel 2016 ha recitato nel film di fantascienza Morgan. Nello stesso anno interpreta Charlotte Baughman, l'ex ragazza di Barack Obama, nel film biografico Barry e appare nel video musicale Red Lips di Skrillex.
Nel 2017 si aggiudica il Trophée Chopard alla 70ª edizione del Festival di Cannes per la miglior rivelazione femminile, e viene candidata ai British Academy Film Awards come miglior stella emergente. Lo stesso anno recita nel ruolo di Casey Cooke, al fianco di James McAvoy, nel film thriller Split diretto da M. Night Shyamalan. Ha in seguito partecipato al film horror Marrowbone, e preso parte alla miniserie drammatica Il miniaturista. Nel 2018 prende parte alla pellicola thriller Amiche di sangue. Nel 2019 riprende il ruolo di Casey Cooke in Glass, e appare nel documentario Love, Antosha, nel film d'animazione Playmobil: The Movie e nel film biografico Radioactive. Prende inoltre parte alla serie televisiva Peaky Blinders, e alla serie drammatica Dark Crystal - La resistenza.
Nel 2020 è protagonista del film Emma., grazie al quale ha ottenuto la candidatura ai Golden Globe come miglior attrice in un film commedia o musicale. Nello stesso anno è nel film drammatico Here Are the Young Men, diretto da Eoin Macken, e, nel ruolo della giovane mutante Magik, nel film della saga cinematografica degli X-Men della Marvel, The New Mutants, diretto da Josh Boone. Sempre nel 2020 è protagonista de La regina degli scacchi, miniserie Netflix in cui interpreta Elizabeth "Beth" Harmon, un prodigio degli scacchi. La sua performance e la serie sono state lodate dalla critica: con questo ruolo si è aggiudicata diversi riconoscimenti tra cui il Golden Globe per la miglior attrice in una mini-serie o film per la televisione, il Critics' Choice Awards per la miglior attrice protagonista in una serie limitata o film per la televisione, lo Screen Actors Guild Award per la migliore attrice in una miniserie o film per la televisione e il Satellite Award.
Nel 2021 recita nell'horror Ultima notte a Soho diretto da Edgar Wright. Nel 2022 torna a collaborare con il regista Robert Eggers per il film The Northman, dove recita al fianco di attori come Nicole Kidman, Alexander Skarsgård e Claes Bang. Lo stesso anno è protagonista assieme a Ralph Fiennes della pellicola horror satirica The Menu, diretta da Mark Mylod.

## Vita privata
L'attrice è legata al musicista Malcolm McRae, con cui si è sposata a New Orleans nell'aprile 2022; la coppia ha mantenuto segrete le nozze fino all'ottobre 2023, quando ha celebrato una seconda cerimonia al Palazzo Pisani Moretta di Venezia.

## Agenzie
- CAA Fashion, New York
- CAA, Los Angeles

## Filmografia

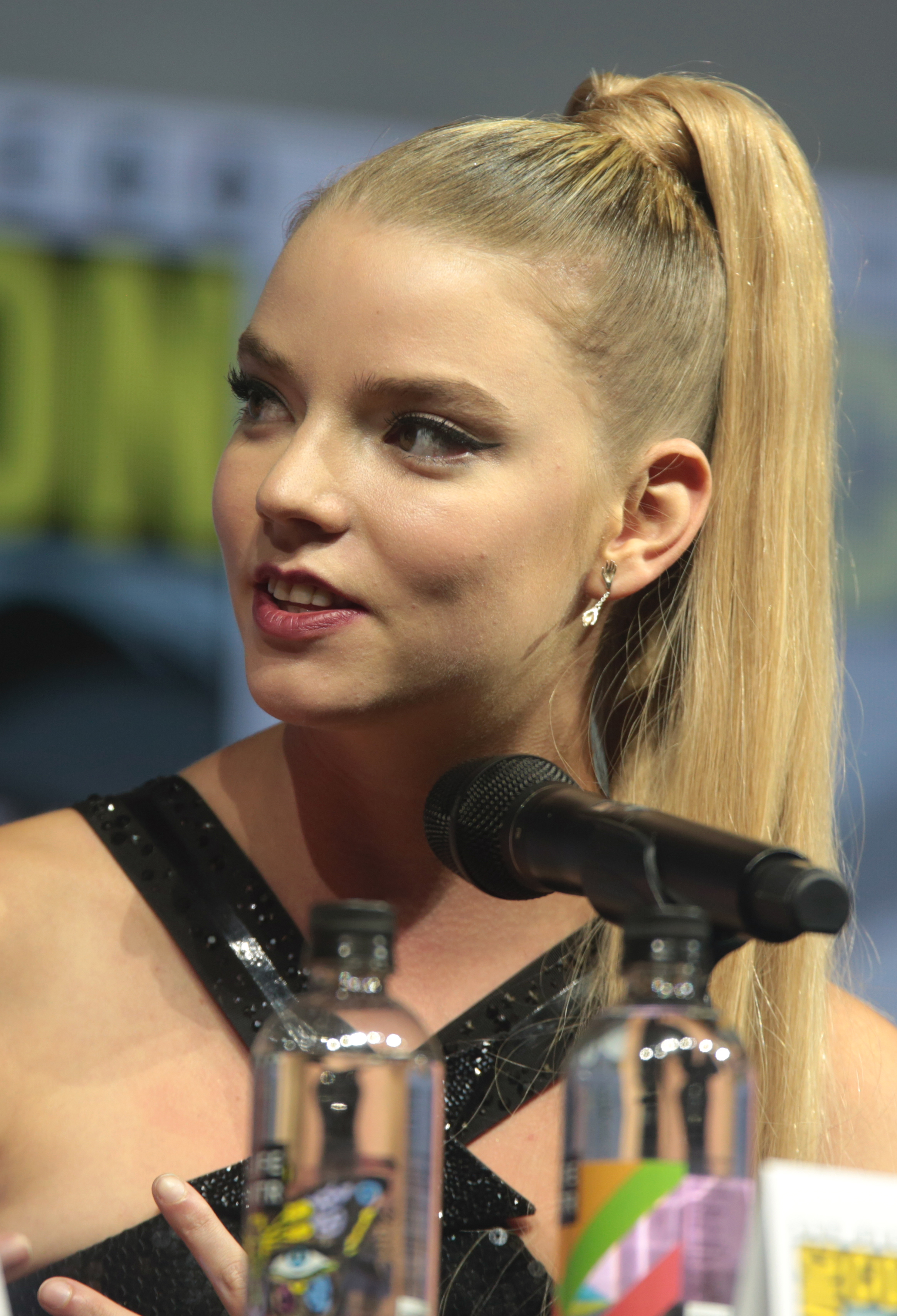
Anya Taylor-Joy nel 2018 al San Diego Comic-Con International per il panel dedicato a Glass

### Attrice

#### Cinema
- Vampire Academy, regia di Mark Waters (2014) – non accreditata
- The Witch, regia di Robert Eggers (2015)
- Morgan, regia di Luke Scott (2016)
- Barry, regia di Vikram Gandhi (2016)
- Split, regia di M. Night Shyamalan (2016)
- Amiche di sangue (Thoroughbreds), regia di Cory Finley (2017)
- Marrowbone (El secreto de Marrowbone), regia di Sergio G. Sánchez (2017)
- Crossmaglen, regia di Beau Ferris - cortometraggio (2018)
- Glass, regia di M. Night Shyamalan (2019)
- Playmobil: The Movie, regia di Lino DiSalvo (2019)
- Radioactive, regia di Marjane Satrapi (2019)
- Emma., regia di Autumn de Wilde (2020)
- Here Are the Young Men, regia di Eoin Macken (2020)
- The New Mutants, regia di Josh Boone (2020) – Illyana Rasputin / Magik
- Ultima notte a Soho (Last Night in Soho), regia di Edgar Wright (2021)
- The Northman, regia di Robert Eggers (2022)
- The Menu, regia di Mark Mylod (2022)
- Amsterdam, regia di David O. Russell (2022)
- Dune - Parte due (Dune: Part Two), regia di Denis Villeneuve (2024) – Alia Atreides
- Furiosa: A Mad Max Saga, regia di George Miller (2024)
- Misteri dal profondo (The Gorge), regia di Scott Derrickson (2025)

#### Televisione
- Il giovane ispettore Morse (Endeavour) – serie TV, episodio 2x02 (2014)
- Viking Quest, regia di Todor Chapkanov – film TV (2015)
- Atlantis – serie TV, 6 episodi (2015)
- Il miniaturista (The Miniaturist), regia di Guillem Morales – miniserie TV, 3 puntate (2017)
- La regina degli scacchi (The Queen's Gambit) – miniserie TV, 7 puntate (2020)
- Peaky Blinders – serie TV, 11 episodi (2019-2022)

#### Videoclip
- GTA feat. Sam Bruno Red Lips (Skrillex Remix), regia di Grant Singer (2015)
- Hozier Dinner & Diatribes, regia di Anthony Byrne (2019)
- Anya Taylor-Joy Downtown (Downtempo) (2021)

### Doppiatrice
- Dark Crystal - La resistenza (The Dark Crystal: Age of Resistance ) – serie TV, 10 episodi (2019)
- Super Mario Bros. - Il film (The Super Mario Bros. Movie), regia di Aaron Horvath e Michael Jelenic (2023) – Peach

## Discografia

### Singoli
- 2021 - Downtown (From The Motion Picture "Last Night In Soho")

## Riconoscimenti
- Golden Globe[35][42]
  - 2021 – Migliore attrice in una mini-serie o film per la televisione per La regina degli scacchi
  - 2021 – Candidatura per la migliore attrice in un film commedia o musicale per Emma.
  - 2023 – Candidatura per la migliore attrice in un film commedia o musicale per The Menu[52]

- Austin Film Critics Association
  - 2016 – Candidatura per la miglior stella emergente

- British Academy Film Awards[53]
  - 2017 – Candidatura per la miglior stella emergente

- Central Ohio Film Critics Association Awards
  - 2017 – Candidatura per la miglior stella emergente per Morgan, The Witch e Barry

- Critics' Choice Awards[43]
  - 2021 – Miglior attrice protagonista in una serie limitata o film per la televisione per La regina degli scacchi

- Festival di Cannes
  - 2017 – Trofeo Chopard per la miglior rivelazione femminile

- Fright Meter Awards
  - 2016 – Candidatura per la miglior attrice protagonista per The Witch

- Gotham Independent Film Awards
  - 2016 – Miglior interprete emergente per The Witch[18]
  - 2021 – Candidatura per la miglior interpretazione in una nuova serie per La regina degli scacchi[54]

- International Online Cinema Awards
  - 2018 – Candidatura per la miglior attrice per Amiche di sangue

- London Critics Circle Film Awards
  - 2017 – Candidatura per la miglior giovane star dell'anno (per Morgan, The Witch e Barry)
  - 2019 – Candidatura per la miglior giovane attrice britannica dell'anno per Amiche di sangue, Glass e Marrowbone

- MTV Movie & TV Awards[55]
  - 2021 – Candidatura per la miglior performance in una serie per La regina degli scacchi

- Phoenix Film Critics Society Awards
  - 2016 – Miglior performance emergente per The Witch

- Premio Emmy
  - 2021 – Candidatura per la miglior attrice protagonista in una miniserie o film per La regina degli scacchi[56]

- San Diego Film Critics Society Awards
  - 2016 – Candidatura per la miglior stella emergente per The Witch

- Satellite Award[46]
  - 2021 – Candidatura per la migliore attrice in un film commedia o musicale per Emma.
  - 2021 – Candidatura per la migliore attrice in una miniserie o film per la televisione per La regina degli scacchi

- Saturn Award
  - 2017 – Candidatura per il miglior attore emergente per The Witch[57]
  - 2024 - Candidatura alla miglior attrice per The Menu

- Screen Actors Guild Award[44][45]
  - 2021 – Migliore attrice in una miniserie o film per la televisione per La regina degli scacchi

- Seattle Film Critics Awards
  - 2017 – Miglior performance emergente per The Witch

- Washington DC Area Film Critics Association Awards
  - 2016 – Candidatura per la miglior stella emergente per The Witch

## Doppiatrici italiane
Nelle versioni in italiano delle opere in cui ha recitato, Anya Taylor-Joy è stata doppiata da:
- Margherita De Risi in Emma., Amsterdam, The Menu, Dune - Parte due, Furiosa: A Mad Max Saga
- Letizia Ciampa in Split, Glass, The New Mutants, Ultima notte a Soho, The Northman
- Veronica Benassi ne La regina degli scacchi, Il miniaturista, Misteri dal profondo
- Lucrezia Marricchi in The Witch, Amiche di sangue
- Veronica Puccio in Peaky Blinders, Playmobil: The Movie[58]
- Francesca Bielli in Barry
- Emanuela Ionica in Morgan
- Erica Necci in Marrowbone
- Gaia Bolognesi in Radioactive
- Ilaria De Rosa in Playmobil: The Movie (parti cantate)

Da doppiatrice è sostituita da:
- Emanuela Ionica in Dark Crystal: La resistenza
- Valentina Favazza in Super Mario Bros. - Il film